# José Luis Martínez (atleta)
José Luis Martínez (Baza, Granada, 25 de agosto de 1970 - ibídem, 29 de enero de 2005) fue un lanzador de peso español. 

## Biografía
Se proclamó campeón de España en los años 1990, 1992 y 1999, esta última vez aprovechando la lesión del leonés Manuel Martínez. Trabajó bajo la supervisión del bastetano Constantino Navarro y fue quince veces internacional. En Salamanca en 1995 logró la victoria frente al campeón del mundo Manuel Martínez, con una marca de 19,31 metros que a fecha de su fallecimiento en 2005 permanecía como la segunda en el ranking español de todos los tiempos. Falleció de un paro cardiaco a los 34 años de edad. En 2017 su marca de 19,31 era todavía la sexta mejor del ranking absoluto elaborado por la Real Federación Española de Atletismo.
Desde 2005 la Federación Andaluza de Atletismo celebra el Campeonato de Andalucía Absoluto con el nombre de Memorial José Luis Martínez, con pruebas de lanzamiento de disco, jabalina, peso y martillo.